# Line Verndal
Line Cecilie Verndal, född 23 mars 1972 i Oslo, är en norsk skådespelare. 
Verndal utexaminerades från Statens Teaterhøgskole 1995. Hon filmdebuterade i Livredd (1997) och spelade småroller i kriminalfilmen Salige er de som tørster (1997) och Herbjørg Wassmo-filmatiseringen Jag är Dina (2002). Hon hade större och mer varierade roller i Ulvesommer (2003), Kvinnen i mitt liv (2003) och 5 løgner (2007). Riktigt känd blev hon i och med NRK:s populära TV-serie Himmelblå (2008), där hon spelar den ensamstående mamman som bryter upp och reser ut till kusten. Hon blev kritikerrosad för rollen som Sonia i spelfilmen Limbo (2010, regi Maria Sødahl).

## Filmografi (urval)
- 1997 – Livredd
- 1997 – Salige er de som tørster
- 2002 – Jag är Dina
- 2003 – Ulvesommer
- 2003 – Kvinnen i mitt liv
- 2007 – 5 løgner
- 2008 – Himmelblå (TV-serie)
- 2010 – Limbo
- 2011 – Varg Veum – Dödens drabanter
- 2019 – Home for Christmas (TV-serie)